# Hotnja
 Hotnja  falu Horvátországban Zágráb megyében. Közigazgatásilag Pokupskóhoz tartozik.

## Fekvése
Zágráb központjától 34 km-re délre, községközpontjától 6 km-re északkeletre a Hotnjica-patak völgyében szétszórtan fekszik. A község legkeletibb települése. Főbb településrészei: Marekovići, Cavrići, Gajdeki, Skrbini, Muže és Perekovci, de rajtuk kívül még sok kis telep található a területén.

## Története
A falunak 1857-ben 440, 1910-ben 734 lakosa volt. Trianon előtt Zágráb vármegye Pisarovinai járásához tartozott. 2001-ben a falunak 252 lakosa volt.

## Lakosság
| Lakosság változása | Lakosság változása | Lakosság változása | Lakosság változása | Lakosság változása | Lakosság változása | Lakosság változása | Lakosság változása | Lakosság változása | Lakosság változása | Lakosság változása | Lakosság változása | Lakosság változása | Lakosság változása | Lakosság változása |
| ------------------ | ------------------ | ------------------ | ------------------ | ------------------ | ------------------ | ------------------ | ------------------ | ------------------ | ------------------ | ------------------ | ------------------ | ------------------ | ------------------ | ------------------ |
| 1857               | 1869               | 1880               | 1890               | 1900               | 1910               | 1921               | 1931               | 1948               | 1953               | 1961               | 1971               | 1981               | 1991               | 2001               |
| 440                | 514                | 480                | 619                | 653                | 734                | 646                | 712                | 672                | 627                | 528                | 391                | 302                | 260                | 252                |

## Nevezetességei
A Szentlélek tiszteletére szentelt kápolnája eredetileg 1854-ben épült, de 1969-ben le kellett bontani és újat építettek helyette. A 17. században készített kis oltára az ikonográfia ritka példája. Máig fennmaradt az eredeti oltárkép és Szent Hubertusz, valamint Nepomuki Szent János szobrai.

## Külső hivatkozások
Pokupsko község hivatalos oldala